# Farellones
Farellones es un poblado y centro de esquí ubicado a 36 km de Santiago de Chile, enclavado en la cordillera de los Andes y cercano a otros centros de esquí como Valle Nevado, La Parva y El Colorado, siendo uno de los destinos turísticos de invierno más concurridos en la Región Metropolitana.

## Localización
Se encuentra ubicado en la comuna santiaguina de Lo Barnechea, sobre una gran planicie a 2340 m s. n. m. Se caracteriza por ser un poblado con casas y refugios de madera que le dan un atractivo particular. Se destaca un bosque de coníferas ubicado sobre los 2400 m s. n. m. Farellones cuenta con todos los servicios necesarios, incluidas una posta y una escuela, que la convierten en un poblado de 220 casas.

## Centro de esquí
Originalmente Farellones se conformó como una pequeña villa a fines de los años 1937, cuando el propietario del predio lo loteó para formar una villa, debido a que desde principios de los años 1930 existían algunos fanáticos del esquí que se aventuraron a practicarlo en sus inmediaciones.
Actualmente Farellones cuenta con 11 pistas de esquí, y a través de sus andariveles se puede acceder a El Colorado, ubicado 5 kilómetros más arriba, sobre el cerro del mismo nombre, con una altura máxima de 3333 m s. n. m. y un desnivel de 903 m, tiene un promedio de 5 m de precipitaciones de nieve en un año normal. Entre Farellones y El Colorado, se cuenta con un total de 62 pistas, 11 para principiantes, 6 para esquiadores intermedios, 33 para avanzados y 12 para expertos
También desde Farellones es posible acceder por la carretera a Valle Nevado, La Parva y El Colorado.

### Historia del esquí en Farellones

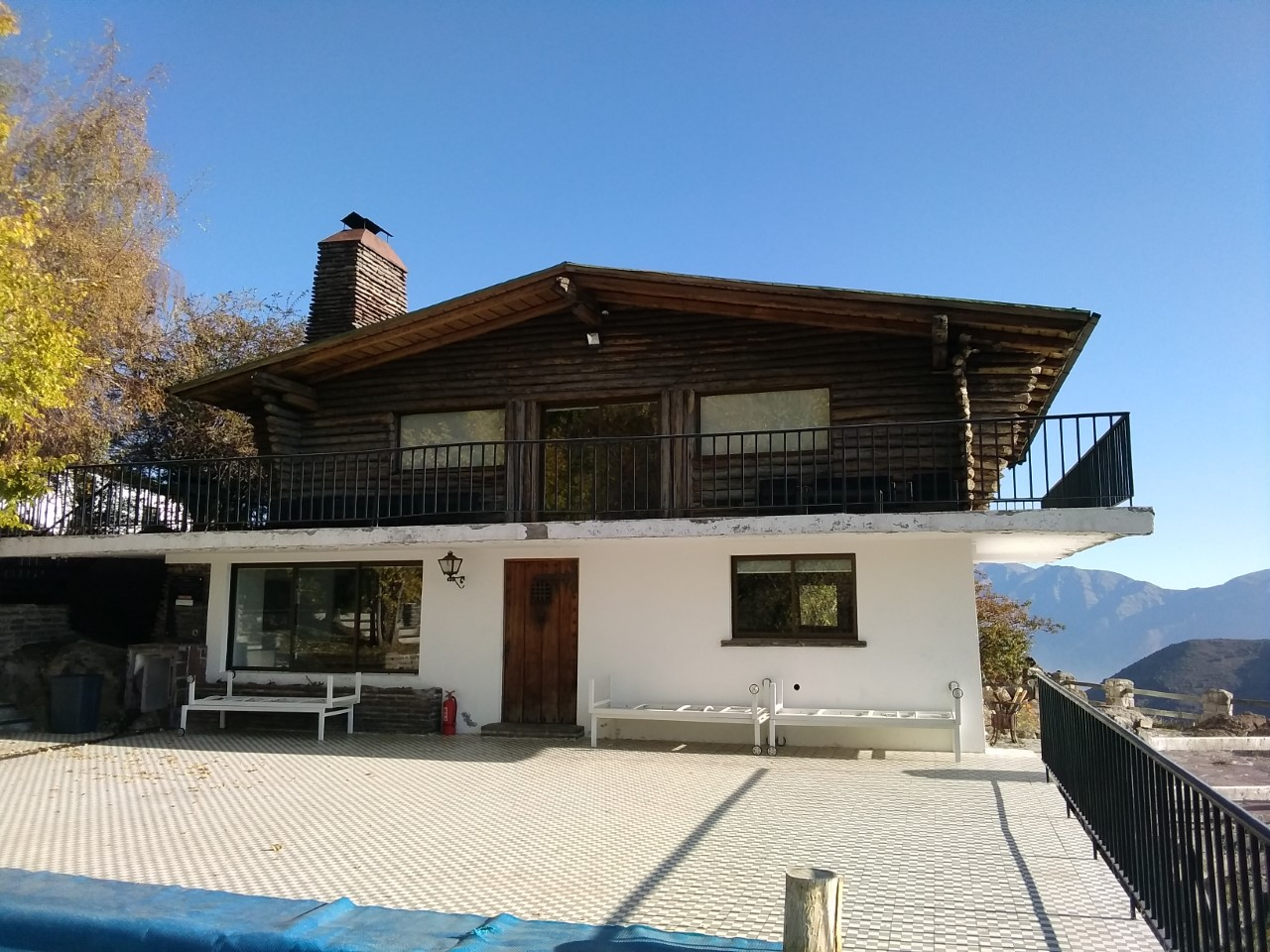
Refugio Uno, la más antigua edificación de Farellones, hoy un hotel

Este deporte tiene sus inicios en Chile en la villa de Farellones, en la década de 1930, cuando llegaban desde Suiza y Noruega los primeros esquíes de madera. Las botas eran de cuero, revestidas con grasa especial incolora para evitar que se mojaran. Las fijaciones eran muy básicas y peligrosas en una caída fuerte ya que estas continuaban fijas a los esquíes. El primer andarivel construido en los años 1950: la Gran Bajada, donde los más osados saltaban por sobre el techo del Hotel Posada de Farellones siendo este el punto de llegada final.
Gracias al esfuerzo de algunos pioneros, esta villa fue creciendo. En 1936 Agustín Edwards Budge comenzó a construir el primer edificio llamado "Refugio uno", obra de los arquitectos Santiago Roi y Luis Middleton, en hormigón y madera. Posteriormente, Antonio Padrós logró ofrecer uno de los primeros hoteles en Farellones, el Hotel Posada de Farellones, el que más tarde recibió la visita de la duquesa de Kent, para quien se ofreció un gran almuerzo de montaña. Este fue ampliamente agradecido por sus altezas reales por medio de la embajada británica.
Con el correr del tiempo, Farellones fue ganando grandes adeptos al esquí. Se instaló el primer andarivel en la zona que luego se convertiría en el centro de esquí El Colorado-Farellones. Luego se continuó en el sector de La Parva y para finalizar el complejo de Valle Nevado, realizado por franceses en 1987.

### Arqueología

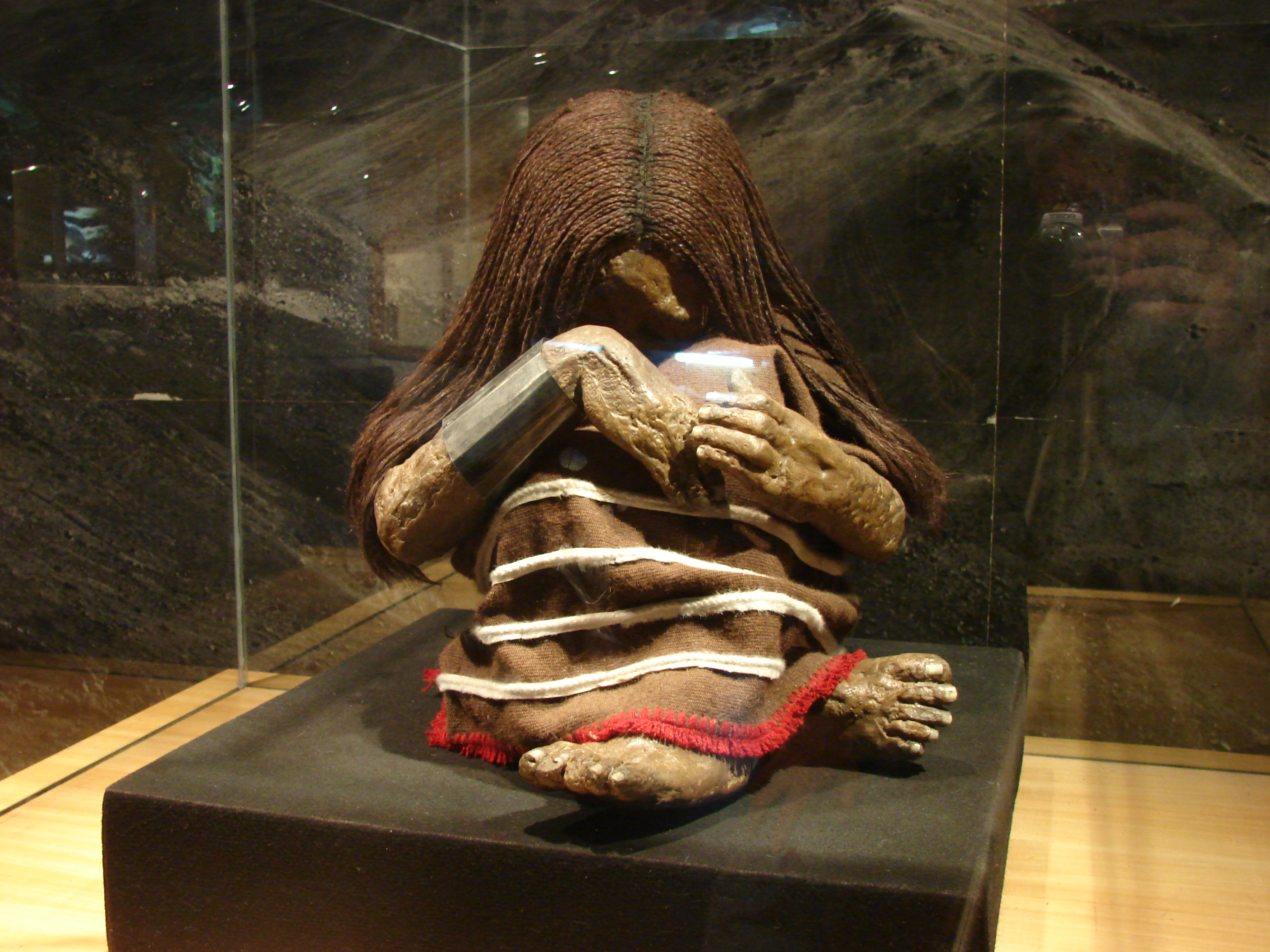
Réplica de la momia del niño del Cerro El Plomo

Farellones no solo se destaca por ser un centro de esquí, sino que además por los hallazgos arqueológicos efectuados en el cerro El Plomo. Desde antes de la creación de la villa de Farellones, este lugar era frecuentado por aventureros y arrieros en busca de antiguos tesoros incas, ya que era habitual encontrar restos de asentamientos en pucarás y pircas. Fue así como se halló en dicho cerro un santuario inca, ubicado a una altitud de entre 5200 y 5400 m s. n. m., donde en el año 1954 se descubrió el cadáver de un niño inca congelado, dado a conocer por los medios de comunicación de la época como la momia del Plomo. La conservación de dicha "momia" está a cargo del Museo Nacional de Historia Natural en Santiago de Chile.

#### Casa de Piedra

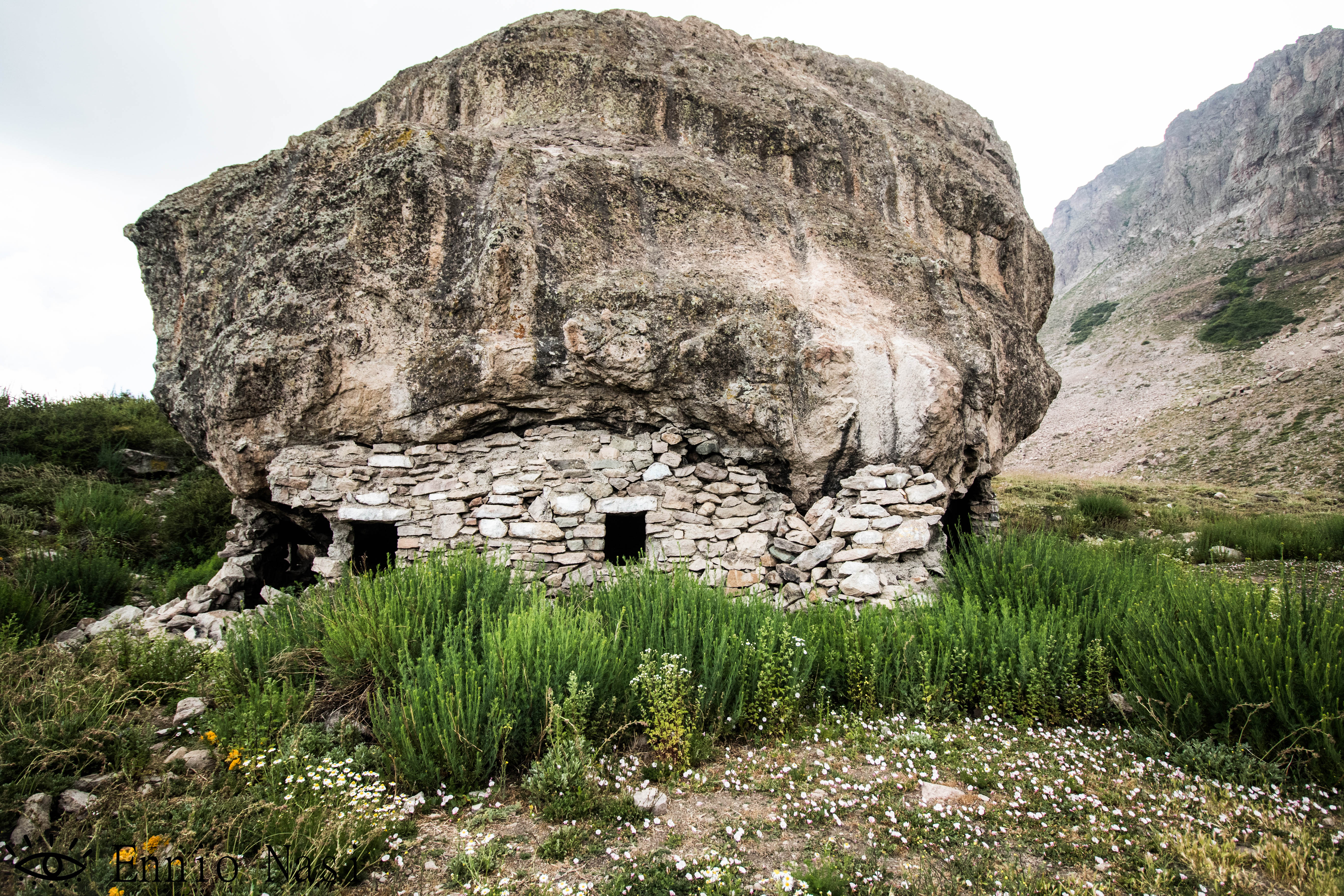
Casa de Piedra en Farellones

Al final de la Cancha de los Tontos y en la vera del camino a Valle Nevado está la Casa de Piedra, de ignotos orígenes, usada por arrieros y turistas para acampar. Esta casa puede haber sido usada desde la Cultura Aconcagua. 
En las áreas de precordillera y cordillera, tanto de la costa como de Los Andes, encontramos a la población Aconcagua ocupando cuevas y aleros, las conocidas casas de piedra, que los arrieros siguen utilizando en la actualidad. La permanencia en este ambiente, breve y confinada a la estación estival, se orientaba a la caza o apresamiento de guanacos. Actividad complementaria era la extracción de materias primas líticas de calidad para la elaboración de sus herramientas.

#### Caminos del Inca
Corral Quemado formaba parte del Sistema de caminos incaicos o Caminos del Inca. Específicamente los caminos que conducían desde las minas de cobre hacia el Mitimae de Mapocho llamado Camino de las minas por los españoles perdiendo con el tiempo su importancia en la medida en que el cobre no fue explotado y no se hicieron ceremonias Capac cocha en el Apu de Cerro El Plomo.
El Camino del Inca o Qhapaq Ñan era la columna vertebral del estado inca, a través del cual controlaban y administraban su extenso imperio. Por él recorrían las noticias, los ejércitos de conquista y los recursos económicos necesarios. Se han encontrado registros de estas redes viales principalmente al norte de la cuenca del río Mapocho y en el valle superior del Aconcagua. 
Las crónicas españolas mencionan que el Camino del Inca llegaba a extramuros de Santiago, por Huechuraba, seguramente el ramal transversal que venía por Los Andes-Colina (Actual Camino a Los Andes-Colina), desde el otro lado de la cordillera, de la provincia de Cuyo. En Santiago seguía el eje de la Avenida Independencia, la Calle Puente, la Plaza de Armas, la Calle Ahumada, la calle Arturo Prat y la Gran Avenida hacia el sur.
Hacia el sur, desde Maipo a Cachapoal, su trazado solo se ha podido inferir conectando los restos de varios centros administrativos y fortalezas Inka, con antiguos caminos coloniales que los habrían reutilizado, junto al registro en crónicas españolas de “puentes del inka” sobre los principales ríos de estos valles. También se han localizados restos de algunos tambos o posadas camineras construidas a la vera de los caminos, que consistían de unos pocos recintos rectangulares con muros de piedra canteada abiertos a un patio central. El más cercano a San Vicente es precisamente la localidad de El Tambo desde el Tambo de Malloa.

## Hotelería en Farellones

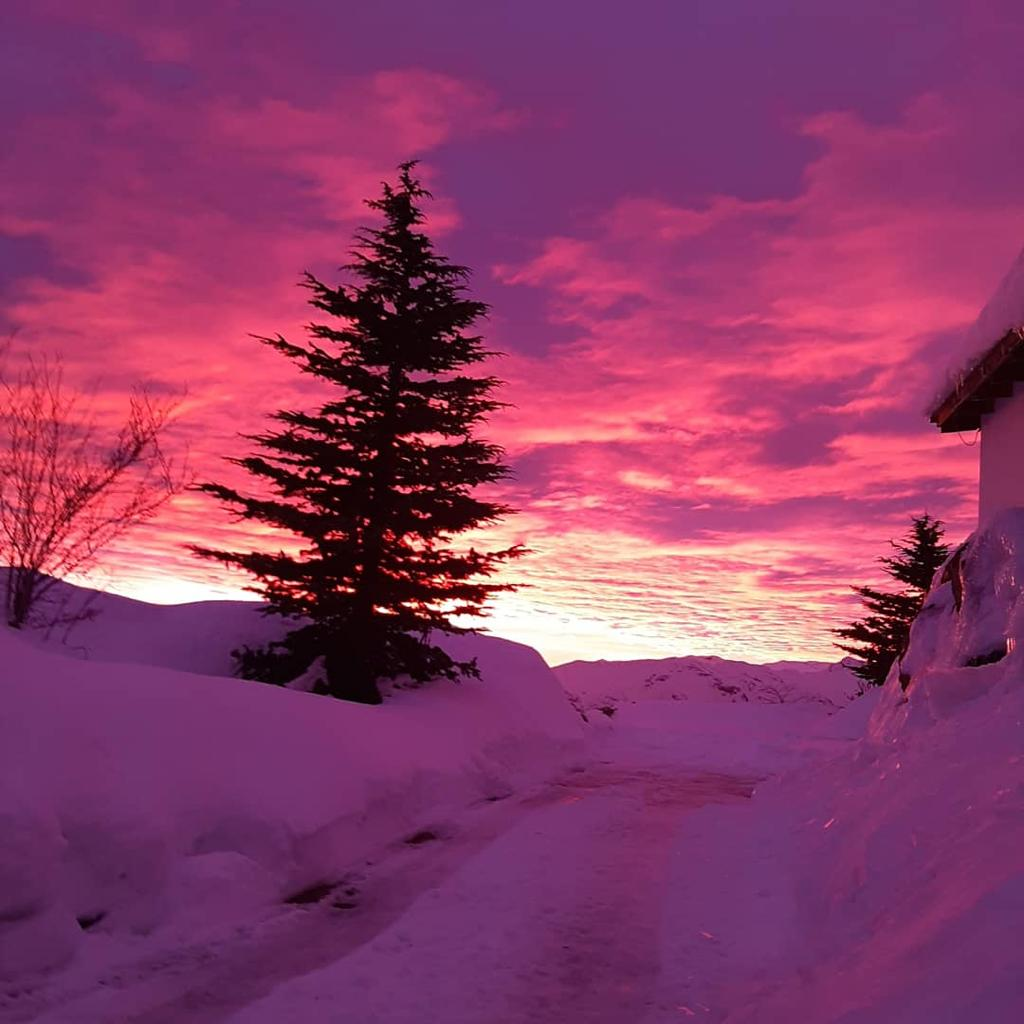
Vista de un atardecer desde el Hotel Refugio Uno de Farellones.

La Cornisa, un Lodge a 800 metros de pistas de ski de Farellones, también cercano a centros de ski El Colorado, La Parva y Valle Nevado, conocido por su ambiente, servicio y gastronomía. Cuenta con habitaciones matrimoniales, dobles, y familiares, un jacuzzi al aire libre con vista a Santiago, Glaciares y la Cordillera De Los Andes.
Hotel Posada de Farellones posee un acentuado estilo suizo, donde se mezclan madera y piedra para dar vida a un acogedor ambiente.
La ubicación privilegiada del hotel facilita la conexión hacia los tres principales centros de esquí de Chile, los que en su conjunto comprenden el área esquiable más extensa de Sudamérica: La Parva, El Colorado-Farellones y Valle Nevado.
Aquí podrá disfrutar del hermoso paisaje, las enormes montañas que nos rodean, los andariveles más modernos del país y las excelentes pistas aptas para todo esquiador. El esquí en Chile se puede disfrutar entre los meses de junio a octubre.

## Acceso
Este lugar cuenta con un único camino de acceso que bordea los sinuosos y peligrosos desfiladeros del río Mapocho, el río Molina y el estero Yerba Loca llamado Ruta Camino a Farellones. 
Dicho camino tiene más de 40 curvas por lo cual siempre ocurren graves accidentes automovilísticos. La subida escabrosa parte desde Corral Quemado.
Existen diversas alternativas para llegar a Farellones y los otros centros de ski, los cuales se recomienda subir en vehículos 4x4, siempre portando cadenas y siguiendo estrictamente las señaleticas y órdenes de carabineros para evitar accidentes o incidentes.
Empresas de traslado regulares son otra muy buena alternativa y dentro de ellas se encuentra la empresa de traslados Bus2Andes (enlace roto disponible en Internet Archive; véase el historial, la primera versión y la última)..
El camino los fines de semana y festivos se encuentra regulado con horarios de subida y bajada que serían los siguientes:
Sábado, Domingo y festivos
08:30 - 13:30 SOLO PARA SUBIR
15:30 - 20:00 SOLO PARA BAJAR

### Nuevo camino
El camino será remodelado para la creación de la concesión Las Condes-Farellones a través de 29 kilómetros de su nacimiento al interior de Avenida Las Condes.La ruta tendría dos tramos: el primero (de 8,3 km), iría desde el actual camino a Farellones hasta un sector donde se planea generar un sector donde, en el mediano plazo, puedan construirse hoteles y zonas de servicios.El segundo tramo partiría en este punto y llegaría hasta el sector de Los Manantiales, donde se permitiría otra área de desarrollo inmobiliario. Este sector tendría un valor adicional: la construcción de un teleférico, de 3,2 km de extensión, que se convierta en una alternativa al camino. 

### Santuario de la naturaleza Yerba Loca
En la curva 17 de este camino se encuentra el acceso al santuario de la naturaleza Yerba Loca, administrado por la Municipalidad de Lo Barnechea, siendo una de las reservas naturales que aún existen en la Región Metropolitana de Santiago. Dicho valle interior termina en Cerro Altar y es objeto de frecuentes paseos dentro de los que se cuenta el trekking.

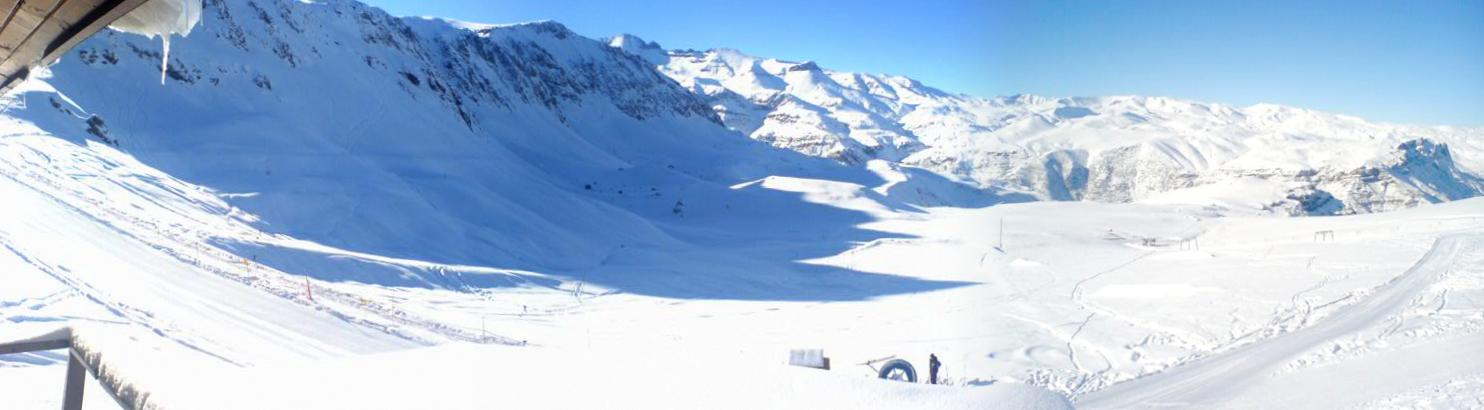
Imagen panorámica de una de las pistas del centro